# Digitalni globinomer
Digitalni globinomer je digitalna naprava za merjenje globine in prikaz drugih potrebnih informacij pri potopu. 
Večina globinomerov prikaže čas potopa, dejansko in največjo globino, temperaturo zraka in vode,...